# Occidozyga
Occidozyga é um género de anfíbio anuro pertencente família Ranidae.

## Espécies
- Occidozyga baluensis (Boulenger, 1896).
- Occidozyga borealis (Annandale, 1912).
- Occidozyga celebensis Smith, 1927.
- Occidozyga diminutivus (Taylor, 1922).
- Occidozyga floresianus Mertens, 1927.
- Occidozyga laevis (Günther, 1858).
- Occidozyga lima (Gravenhorst, 1829).
- Occidozyga magnapustulosus (Taylor et Elbel, 1958).
- Occidozyga martensii (Peters, 1867).
- Occidozyga semipalmatus Smith, 1927.
- Occidozyga sumatrana (Peters, 1877).
- Occidozyga vittatus (Andersson, 1942).